# SIDAM 25
SIDAM 25は、イタリアが開発した自走式対空砲である。M113装甲兵員輸送車の車体に、オート・メラーラ社が開発した砲塔を搭載している。

## 概要
1983年から開発され、1985年-1993年まで生産、1989年にイタリア陸軍に配備された。
砲塔は、溶接構造の防弾アルミニウム合金製で、1名が搭乗する。左右側面縦に2門ずつエリコン社製KBA-B 25mm機関砲を装備している。俯仰角は-5°/+87°、俯仰速度は最大100°/秒、全周旋回式で、旋回速度は最大120°/秒である。低光量TV、デジタル射撃統制コンピュータ、レーザー測距機を装備しているが、レーダー波を使用する装備を搭載しておらず、照準・追尾は光学式なので、全天候能力は無い。しかし、光学式にはレーダー波の様に逆探知され警戒されたり位置が露見したりする事はないという利点もある。
KBA-B機関砲は、初速1,000メートル毎秒、発射速度600発/分の4門合計で2,400発/分、有効射程は2,000m、射撃は単発、連発、15発と25発のバースト射撃を選択できる。砲弾は、対空目標用に焼夷榴弾（HEI）を600発搭載している。また、2門は焼夷榴弾と地上目標用の装弾筒付徹甲弾（APDS）の射撃が可能となっており、装弾筒付徹甲弾30発を搭載している。
1990年代中期に、イタリア軍はSIDAM 25の近代化プログラムに取り組んだ。この研究では、ミストラル赤外線誘導地対空ミサイルを、3発入り発射機2基の計6発搭載することが可能となり、有効攻撃範囲は最大5.5kmにまで向上した。ただし、SIDAM 25に捜索レーダーが搭載されていないため、ミサイル発射機と機関砲を搭載した砲塔を、目視と手動で目標へ指向する必要がある。ミサイル自体が赤外線ホーミングによる打ちっ放し方式なので、SIDAM 25に追尾レーダーは必要ない。